# Logan megye (Oklahoma)
Logan megye az Amerikai Egyesült Államokban, azon belül Oklahoma államban található. Megyeszékhelye és legnagyobb városa Guthrie. Lakosainak száma 49 555 fő (2020. április 1.). Logan megye Garfield, Oklahoma, Payne, Lincoln, Kingfisher, Noble és Canadian megyékkel határos.

## Népesség
A megye népességének változása:
| Lakosok száma | 42 037 | 43 088 | 43 692 | 44 422 | 45 996 | 49 555 |
|               | 2010   | 2011   | 2012   | 2013   | 2015   | 2020   |